# Walpershofen

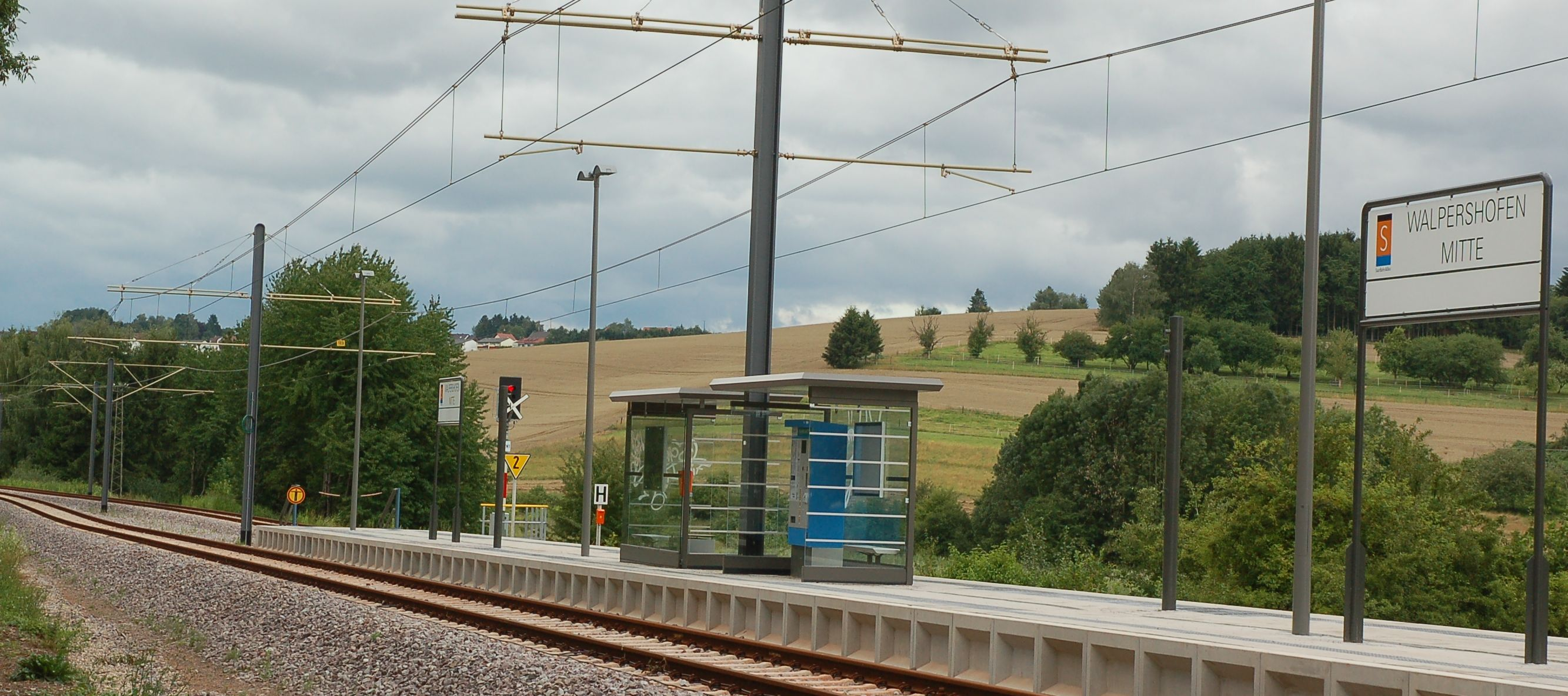
Saarbahn-Halt „Walpershofen-Mitte“

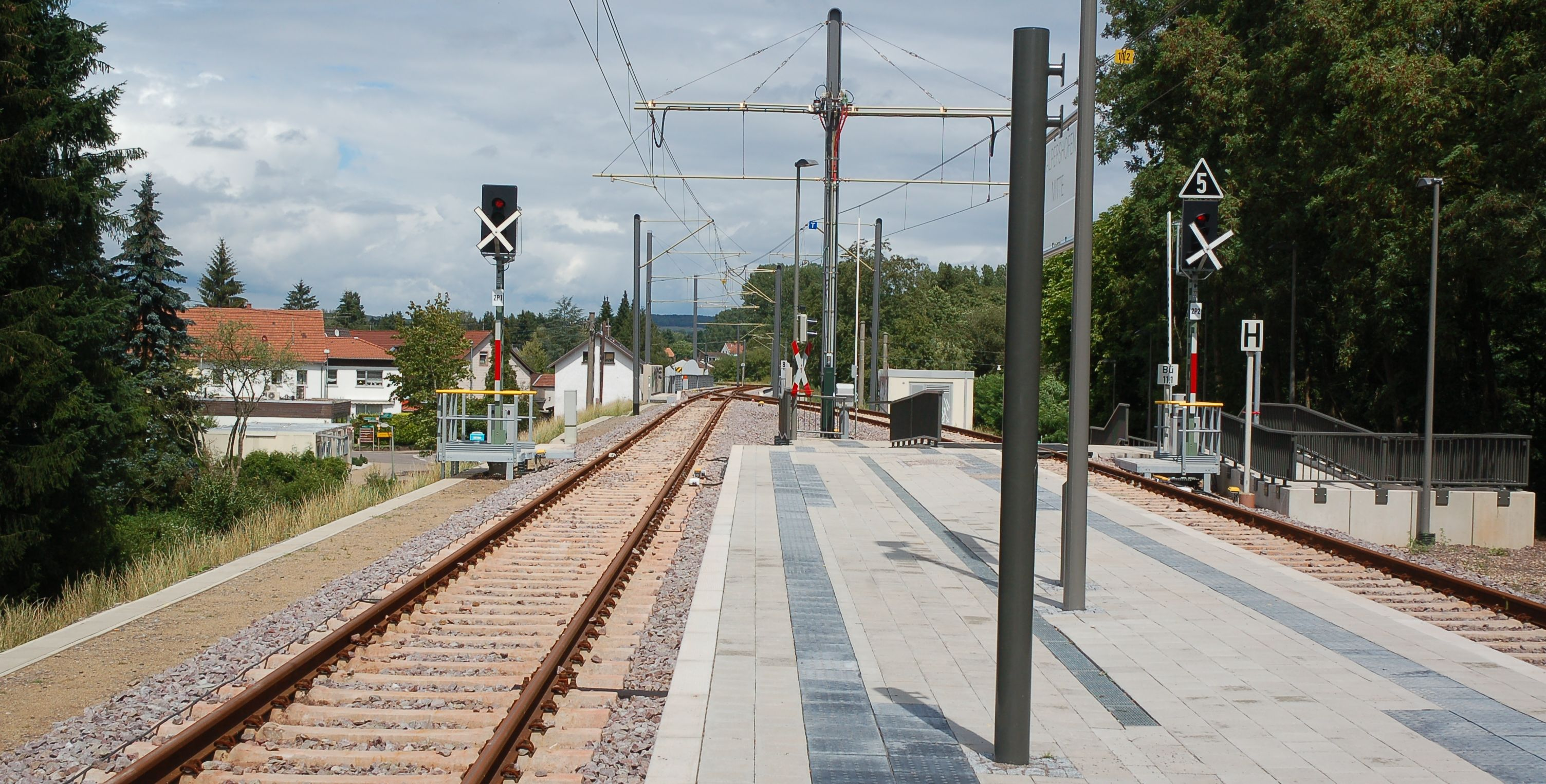
Saarbahn-Strecke Richtung Heusweiler

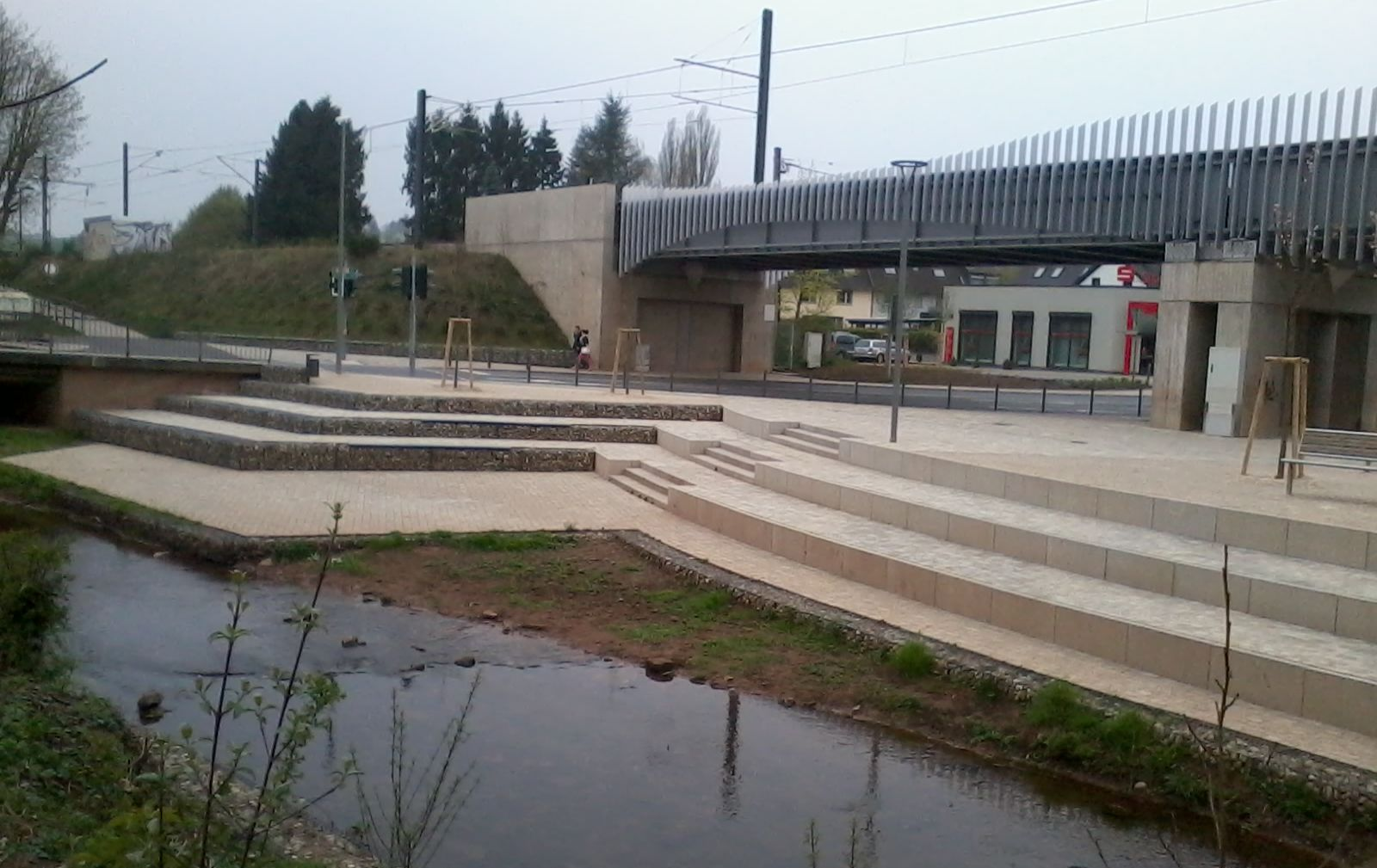
Die „Dorfmitte am Bach“ (2013 eröffnet) und die Bahnüberführung von 2010

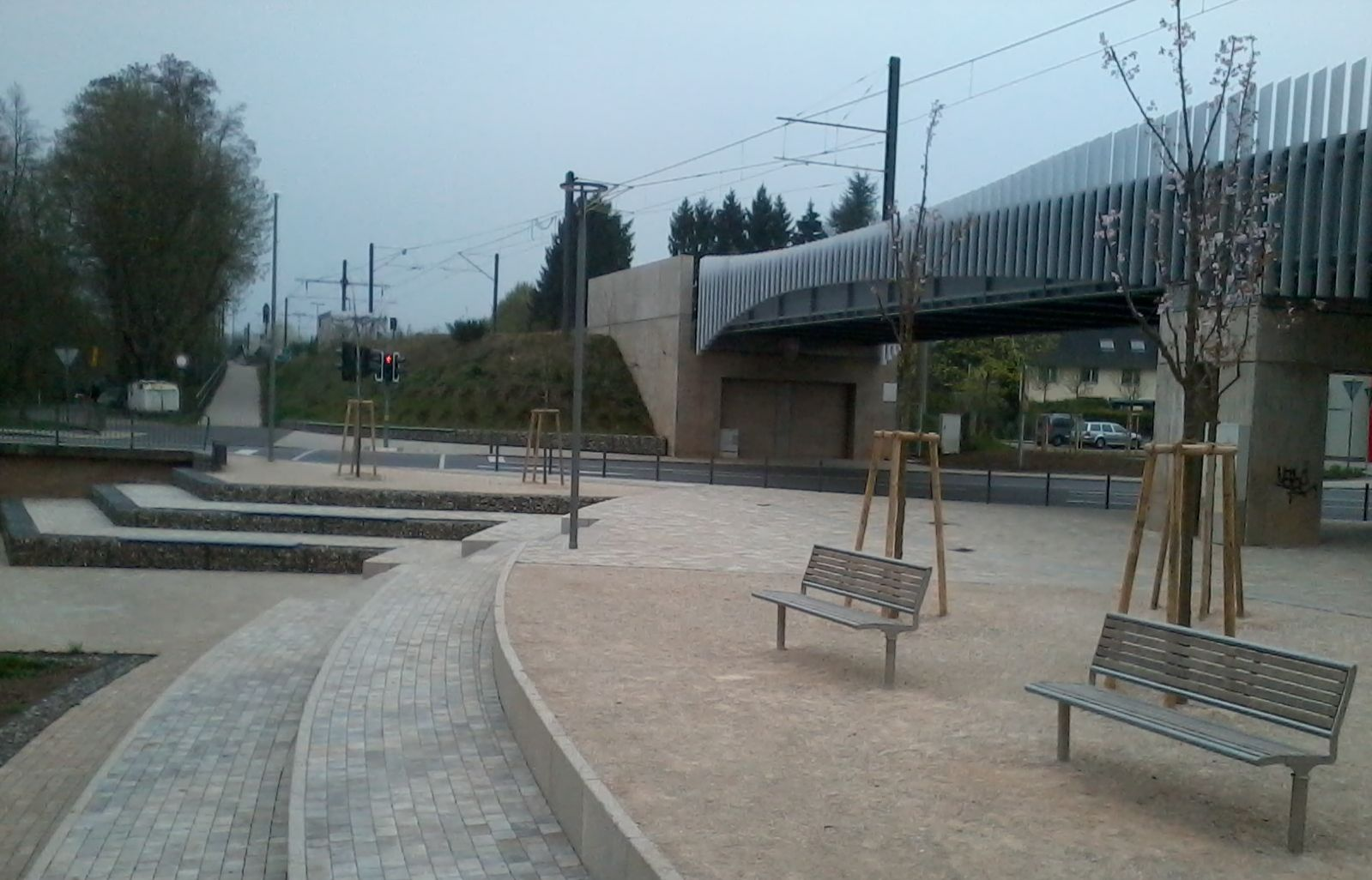
Die „Dorfmitte am Bach“. Im Hintergrund links: der Aufgang zur Saarbahn-Haltestelle Walpershofen-Mitte (ehem. Bahnhof)

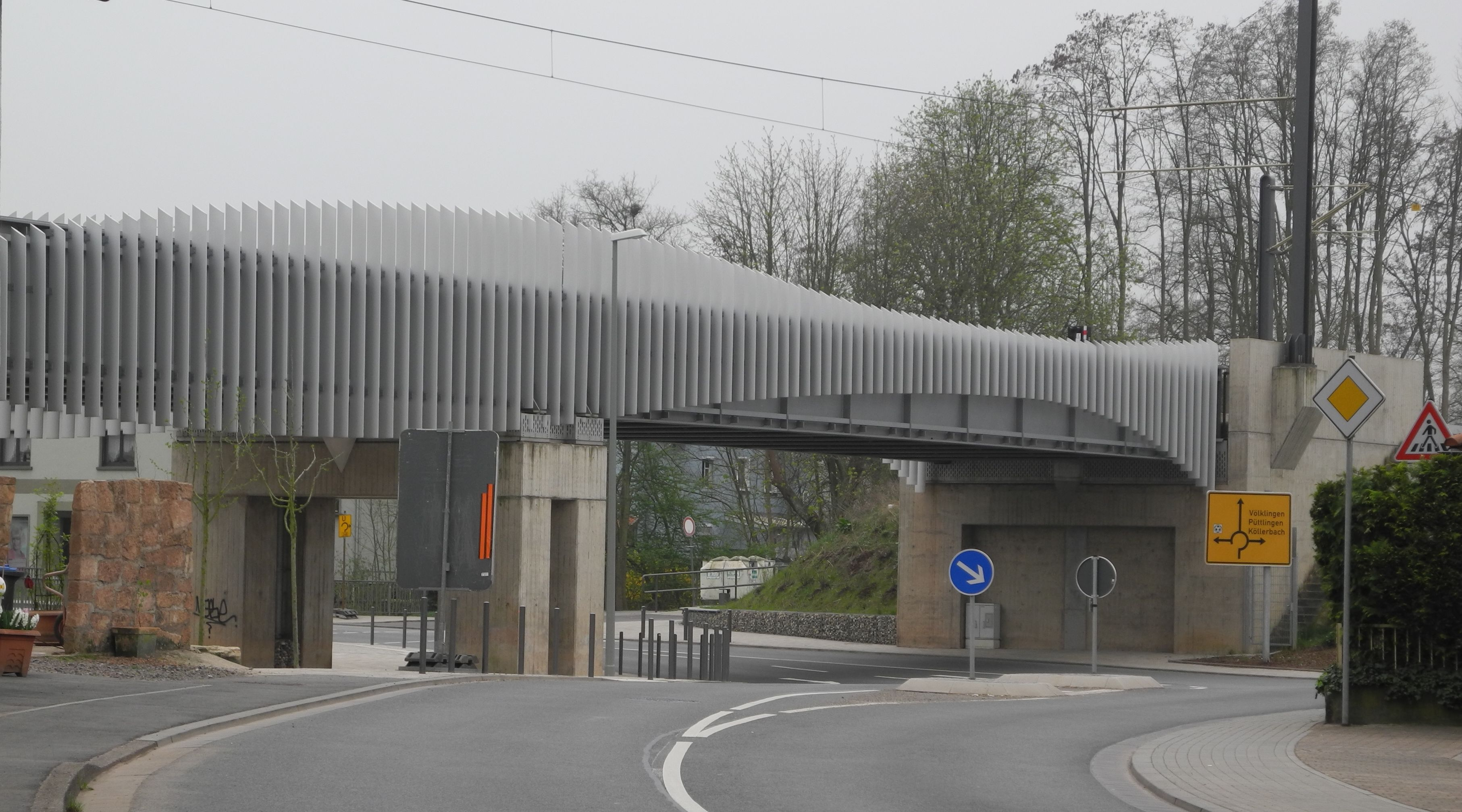
Die neue Bahnüberführung über die L136 – gesehen von der Heusweiler Straße aus

Walpershofen (im ortsüblichen Dialekt: „Wallwaschoowe“) ist ein Dorf im Köllertal. Seit 1974 ist es ein Ortsteil im Nordwesten der Gemeinde Riegelsberg im Saarland.

## Geographie

### Geographische Lage
Walpershofen liegt mitten im Köllertal, das hier – südlich des weiten Heusweiler Beckens – durch den Kurzenberg im Osten sowie die Ausläufer des Poss und des Geisbergs im Nordwesten bzw. Westen eingeengt wird. Mitten durch den Ort fließt von Norden nach Süden der Köllerbach. Dieser teilt – ebenso wie der Bahndamm der Saarbahn bzw. der ehemaligen Köllertalbahn – den Ort in eine südöstliche (Etzenhofer Str., Kurzenberg) und eine nordwestliche Hälfte (Heusweiler Str., Salbacher Str., Herchenbacher Str.).

### Nachbarorte
Das Ortsgebiet von Walpershofen grenzt an die Heusweiler Ortsteile Dilsburg (im Nordosten) und Niedersalbach (im Nordwesten), im Westen und Süden an die Köllerbacher Ortsteile Herchenbach und Etzenhofen, die jetzt allesamt zur Stadt Püttlingen gehören, und im Südosten und Osten grenzt es an die Riegelsberger Ortsteile Überhofen, Güchenbach und Hilschbach. An den Ortsgrenzen Walpershofens zu Hilschbach, Niedersalbach und Herchenbach ist die Bebauung (meist Ein- oder Zweifamilienhäuser) von beiden Seiten „zusammengewachsen“.

### Verkehrswege
Die Hauptstraße von Walpershofen, die Landesstraße 136 (von Holz über Heusweiler nach Völklingen), verläuft im Tal – nördlich der Ortsmitte (als Heusweiler Straße) rechts des Köllerbachs, südlich (als Etzenhofer Straße) links des Bachs. Die L136 quert den Köllerbach und den Bahndamm je zweimal (am nördlichen Ortsrand und in der Dorfmitte), was einen Straßenverlauf mit engen Kurven und Unterführungen mit sich bringt. Drei Durchgangsstraßen führen von der Ortsmitte aus dem Tal: die Kurzenbergstraße (nach Osten), die Salbacher Straße (nach Nordnordwesten) und die Herchenbacher Straße (nach Westen und Südwesten).
Seit dem 30. Oktober 2011 fährt die Saarbahn (Linie 1) auf der Trasse der ehemaligen Köllertalbahn durch Walpershofen. Neben dem Haltepunkt Walpershofen-Mitte (ehemaliger Bahnhof Walpershofen) gibt es in Walpershofen nördlich und südlich der Ortsmitte je eine weitere Haltestelle: Walpershofen-Mühlenstraße nahe der Ortsgrenze zu Dilsburg und Walpershofen/Etzenhofen am südlichen Ortsrand von Walpershofen, wo die Saarbahn die Trasse der ehemaligen Köllertalbahn verlässt, um entlang des Russenwegs (L267) Richtung Güchenbach zu fahren.
Zwischen 2009 und 2013 wurde die Ortsmitte von Walpershofen neu gestaltet: Im Zuge des Ausbaus der Saarbahnstrecke wurde Anfang 2009 die Eisenbahnbrücke abgerissen und im Juni 2010 durch eine neue, weiter gespannte Brücke ersetzt. Unter der Brücke und auf deren Ostseite entstand bis 2013 Walpershofens „Dorfmitte am Bach“, ein Platz zum Feiern mit Sitzbänken am Köllerbach und einer Fußgängerbrücke über den Bach zum Kinderspielplatz auf der anderen Seite. Die Einmündung von Kurzenbergstraße und Dörrwiesenstraße in die L136 unmittelbar an der Köllerbachbrücke wurde als Kreisverkehr gestaltet.

### Bergbau
Am Stehlsberg, am südöstlichen Ortsrand von Walpershofen, findet man die Überreste ehemaliger Bergwerksanlagen. Dort war schon in den Jahrhunderten zuvor nach Kohle gegraben worden. Die jetzt noch stehenden Anlagen stammen aus der Zeit zwischen 1947 und 1963, als in der Privatgrube Dr. Schäfer Steinkohle abgebaut wurde. Mit einer Belegschaft von 350 Bergleuten und einer Fördermenge von über 100.000 t erreichte die Kohleförderung am Stehlsberg im Jahre 1957 ihren Höhepunkt.
Genau gegenüber, nordwestlich des Dorfes, gerade jenseits der Gemarkungsgrenze zu Niedersalbach wurde 1984–86 der 666 Meter tiefe Südschacht des Bergwerks Saar abgeteuft, der bis zur Stilllegung des Bergwerks im Jahr 2012 als ausziehender Wetterschacht diente. Im Frühjahr 2013 wurde der Südschacht wieder verfüllt.

## Geschichte
23. April 1293: In der ältesten bekannten Urkunde, in der der Ortsname Walpershofen erwähnt wird, erklärt ein Johannes, Meier zu Walpershofen, dass er von Herzog Friedrich III. von Lothringen für geleistete Kriegsdienste entlohnt wurde. Diese Urkunde befindet sich heute in der Nationalbibliothek in Paris.
Die Geschichte des Dorfes Walpershofen verläuft weitgehend parallel zu der der anderen Dörfer des Köllertals: Walpershofen bleibt über Jahrhunderte ein kleines Bauerndorf. Nachdem es im Dreißigjährigen Krieg entvölkert und weitgehend zerstört worden ist, hat Walpershofen bis zum Beginn der Industrialisierung der Region im 19. Jahrhundert weniger als 100 Einwohner. Es entwickelt sich jedoch ab etwa 1850 zu einem Wohnort von Industrie- und Bergarbeitern, was eine Vervielfachung der Einwohnerzahl zur Folge hat. Heute ist Walpershofen ein Wohnort im näheren Einzugsbereich der Landeshauptstadt Saarbrücken.
1542: Neun Familien, insgesamt 50 Menschen leben in Walpershofen (lt. der Einwohnerliste, die anlässlich der sog. „Türkenschatzung“ angelegt wurde).
1618: Mit zwölf Haushaltungen ist Walpershofen am Beginn des Dreißigjährigen Krieges einer der größten Orte des Köllertales. Die Häuser stehen rechts des Köllerbachs im Bereich der unteren Herchenbacher Straße, dem historischen Dorfkern Walpershofens.
1648: Wie andere Dörfer im Köllertal ist Walpershofen durch kaiserliche Truppen während des Dreißigjährigen Krieges weitgehend zerstört worden. Bei Kriegsende wohnt niemand mehr im Dorf: „Walpershofen, 13 Häuser (mit Hirtenhaus), stehet gantz oedt.“ (aus einem Bericht über die Zustände in der Grafschaft Saarbrücken am Kriegsende)
1684: Auch 36 Jahre nach dem Ende des Dreißigjährigen Krieges sind dessen Folgen noch nicht überwunden: Nur drei der ehemals zwölf Häuser des Dorfes sind bewohnt; von den anderen heißt es jeweils im Renovatur-Protokoll über den Zustand des Dorfes Walpershofen: „Das Hauß ist ein Steinhauffen ...“.
1703: Vermutlich aufgrund der zentralen Lage des Dorfes im Köllertal wird eine erste Schule (lutherisch) in Walpershofen gebaut. Dazu schreibt 1734 J.D. Horstmann, Pfarrer zu Kölln: „Im Cöllerthal war bey meiner Ankunft kein Schulhauß. Es ist aber anno 1703 zu Wallperßhofen, als an welchem Ort die Kinder aus dem gantzen Thall am füglichsten können zusammen kommen, Eines auffgebauet ... worden ...“
1758: Mit der Grube am Stehlsberg in Walpershofen wird eine der drei ältesten Steinkohlegruben des Köllertals (neben Rittenhofen und Lummerschied) den Untertanen für sechs Jahre zum Abbau überlassen.
ab 1800: Ein neuer Ortsteil am Kurzenberg entsteht.
1814/15: Nach mehr als zwanzig Jahren Kriegswirren (Koalitionskriege) und französischer Besatzung verläuft kurzzeitig (zwischen dem Ersten  und dem Zweiten Pariser Frieden) die preußisch-französische Staatsgrenze zwischen Walpershofen und Etzenhofen.
1850: Die Bebauung des Geisbergs (obere Herchenbacher Straße) beginnt.

Die um die Mitte des 19. Jahrhunderts in der Region verstärkt einsetzende Industrialisierung führt zu einem schnellen Strukturwandel: Neue Kohlengruben im und um das Köllertal und die 1873 gegründete Völklinger Hütte brauchen Arbeitskräfte. Viele Bauern und Landarbeiter finden nun in den Bergwerken und im Eisenwerk Arbeit und Lohn. Landwirtschaft wird oft nur noch als Nebenerwerb betrieben („Bergmannsbauern“). 

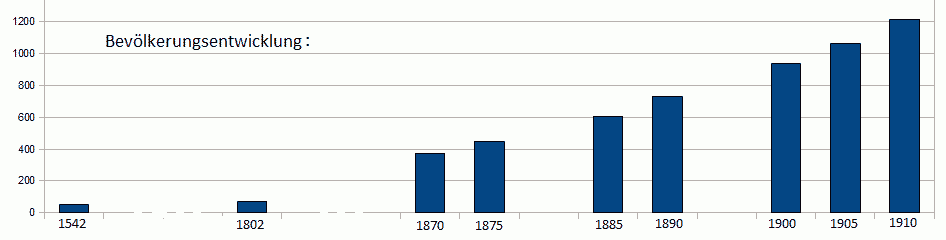
Folge des Strukturwandels: der schnelle Anstieg der Einwohnerzahl Walpershofens in der 2. Hälfte des 19. Jahrhunderts

Wegen der Arbeitsmöglichkeiten kommen immer mehr Menschen aus dem weiteren Umland ins Köllertal und damit z. T. auch nach Walpershofen, das sich so vom Bauerndorf zum Wohnort für Berg- und Industriearbeiter entwickelt.  – Allein schon die Einwohnerzahl Walpershofens spiegelt die dramatische Entwicklung wider, die vor allem die zweite Hälfte des 19. Jahrhunderts und das beginnende 20. Jahrhundert prägt. Schon im Jahre 1885 zählen 75 % der mittlerweile 606 Einwohner zur „bergmännischen Bevölkerung“.
1872: Bau der ev.-lutherischen Kirche am Fuße des Kurzenberges
1887/88: Bau des Schulgebäudes für die ev. Schule in der Herchenbacher Straße
1889: Gründung der katholischen Schule in Walpershofen und Bau des Schulgebäudes in der Salbacher Straße
1893: Der „naue Weg“, die Etzenhofer Straße, wird angelegt. Bebaut wird sie – wie die Salbacher Straße – erst nach der Jahrhundertwende.
1909: Baubeginn der Köllertalbahn: Mitten durch das Dorf wird der Bahndamm im Bachbett des Köllerbachs, der einige Meter nach Osten verlegt worden war, aufgeschüttet. Die Dorfbrücke („Hirtenbrücke“) über den Köllerbach wird durch eine neue Brücke ersetzt, welche die Kurzenbergstraße und die Herchenbacher Straße in gerader Linie verbindet. Der Eisenbahn-Streckenabschnitt von Etzenhofen durch Walpershofen ist zweigleisig (und damit die Eisenbahnüberführung in der Dorfmitte bis zu ihrer Zerstörung 1945), weil vom Bahnhof Etzenhofen ein Parallelgleis durch Walpershofen zur Grube Dilsburg führt.
1911: Inbetriebnahme der Köllertalbahn – vermutlich wegen des Parallelgleises gibt es zunächst keinen Haltepunkt in Walpershofen: Noch ein Vierteljahrhundert müssen die Walpershofer zu Fuß zum Bahnhof in Etzenhofen gehen, wenn sie mit der Eisenbahn fahren wollen.
1913: Anschluss Walpershofens an das elektrische Stromnetz
1928: Bau und Weihe der katholischen Kirche
1929: Einweihung der neuen evangelischen Kirche in der Herchenbacher Straße
1930: Bau eines Turnplatzes in der Bellhumes am Kurzenberg durch arbeitslose Turner
1936: Walpershofen erhält eine Eisenbahnhaltestelle, nachdem das Parallelgleis der Grubenanschlussbahn abgebaut worden ist.
1939: (irrtümliche) Räumung des Dorfes und Evakuierung der Bevölkerung (v. a. nach Hessen und Thüringen) bei Kriegsbeginn (Sept.–Nov.)
20. März 1945: Von Herchenbach her besetzt eine amerikanische Panzereinheit das Dorf. Zuvor hatten zurückziehende deutsche Truppen die drei Eisenbahnüberführungen in Walpershofen gesprengt.
1946: Erste Züge fahren wieder bis Heusweiler (über Eisenträger als Notbrücken).
ab 1947: Kohleabbau am Stehlsberg in der Privatgrube Dr. Schäfer
1952: Eine Bürgerversammlung beschließt den Verbleib Walpershofens im Bürgermeistereiverband („Amt“) Riegelsberg.
1953: Als letzte der drei zerstörten Eisenbahnbrücken wird die Überführung in der Dorfmitte eingleisig wieder aufgebaut.
1957: Neubau der Straßenbrücke über den Köllerbach in der Dorfmitte
7. Februar 1962: Neun Bergmänner aus Walpershofen verlieren ihr Leben, als in der Grube Luisenthal eine Schlagwetterexplosion insgesamt 299 Todesopfer fordert.
1962: Bau der Schulturnhalle in der Herchenbacher Straße
1963: Ende des Kohleabbaus am Stehlsberg
1. Januar 1974: Walpershofen verliert seine Selbständigkeit und wird im Zuge der saarländischen Gebiets- und Verwaltungsreform ein Ortsteil der Gemeinde Riegelsberg, obgleich es erheblichen Widerstand gegen diese Eingemeindung gegeben hatte: Eine Meinungsumfrage in der Walpershofer Bevölkerung ergab, dass eine Zwei-Drittel-Mehrheit eine Eingemeindung nach Heusweiler vorgezogen hätte, nur 22 % sprachen sich für Riegelsberg aus. – Heusweiler liegt näher, dorthin fuhr man zum Wochenmarkt und zum Arzt. Von Walpershofen aus war Riegelsberg damals mit öffentlichen Verkehrsmitteln nur über Heusweiler zu erreichen. Andererseits gehörte Walpershofen schon seit Jahrzehnten zum Amt Riegelsberg, so dass die Verwaltungsaufgaben in der neuen Einheitsgemeinde ohne Bruch fortgeführt werden konnten. Auch konnte Riegelsberg nur durch die Eingemeindung Walpershofens die vorgeschriebene Mindesteinwohnerzahl von 15.000 erreichen.

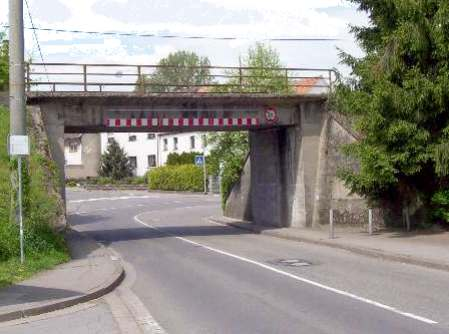
Blick von der Köllerbachbrücke nach NW auf die L 136 und die Eisenbahnbrücke von 1953, die 2009 abgerissen wurde. Sie war ein Verkehrsengpass, prägte aber jahrzehntelang das Bild der Ortsmitte.

1985: Einstellung des Personenzugverkehrs auf der Köllertalstrecke
1990: Fertigstellung der Köllertalhalle (Dorfgemeinschaftshaus und Sporthalle)
1993: 700-Jahrfeier mit Bezug auf die erste urkundliche Erwähnung von Walpershofen (s. o. 23. April 1293)
2004–2005: Gründung des Vereins Jahrbuch Walpershofen. Erstes Jahrbuch wird veröffentlicht.
27. Juni 2008: Mit der Schließung der Grundschule Walpershofen endet die über 300-jährige Schultradition des Dorfes (s. o. 1703).
2009/10: Abriss und Neubau der Eisenbahnüberführung in der Dorfmitte
31. Oktober 2011: Beginn des regulären Saarbahn-Verkehrs durch Walpershofen
2013: Eröffnung von Walpershofens „Dorfmitte am Bach“
2015: Walpershofen erreicht beim 25. Wettbewerb „Unser Dorf hat Zukunft“ den ersten Platz im Regionalverband. Beim anschließenden Landesentscheid erhält Walpershofen eine Silbermedaille.

## Politik

### Wahlen
Am 26. Mai 2019 fand die letzte Gemeinde- und Ortsratswahl statt. Für das Bürgermeisteramt kandidierten der Amtsinhaber Klaus Häusle (SPD), die parteilose Birgit Huonker (beide Riegelsberg) und aus Walpershofen Benjamin Schmidt. Huonker schied in der Vorrunde aus. In der Stichwahl war Häusle nur 29 von über 6000 abgegebenen Stimmen vor seinem Herausforderer Schmidt. Häusle konnte 3058 Stimmen für sich beanspruchen, Schmidt 3029.

### Wappen
Das Wappen wurde am 4. Februar 1958 genehmigt.
Blasonierung: „In Blau ein goldener Zickzackbalken in der Form des Buchstaben W, begleitet von drei (oben 2, unten 1) silbernen Fußspitzkleeblattkreuzen.“
Die Farben des Ortsteiles sind Blau-Weiß.
Zur Zeit der ersten Ortserwähnung von 1293 gehörte das Gebiet zur Herrschaft der Grafen von Saarbrücken-Commercy. Aus deren Wappen wurden die drei Kreuze entnommen, die auch die drei Ortskirchen symbolisieren. Der Balken soll mit seiner Buchstabenform auf den Ortsnamen hinweisen.
Das Wappen wurde von Karl Rug und Josef Gillet gestaltet.

### Mehrgenerationentreff
Der Mehrgenerationentreff, auch Mehrgenerationenhaus, Generationentreff, ist ein gemeinsames Projekt der Gemeinde Riegelsberg und der Ausbildungs- und Beschäftigungsförderungsgesellschaft der Gemeinden Heusweiler und Riegelsberg. Dieses Haus, das alte Sparkassengebäude, soll ein Ort der Begegnung zwischen mehreren Generationen sein. Im Oktober 2019 wurde dem Riegelsberger Bürgermeister, Klaus Häusle, feierlich eine Unterschriftenliste zum Verbleib des Mehrgenerationentreffs übergeben. Das Gebäude war zuvor eine Filiale der Sparkasse Saarbrücken. Heute befinden sich nur noch die Geldautomaten im Gebäude.
Adresse: Herchenbacher Str. 1, 66292 Riegelsberg

## Religion

### Statistik
1. römisch-katholisch: 886
2. evangelisch-uniert: 558
3. evangelisch-lutherisch: 4
4. neuapostolisch: 4
5. sonstige: 94
6. ohne Konfession/Angabe: 378

(Stand: 2019)

### Kirchen
Walpershofen hat drei Gotteshäuser, allesamt Kirchen. Die evangelisch-unierte, die evangelisch-lutherische sowie die römisch-katholische.

#### Die evangelisch-unierte Kirche
Älteste Pläne für den Bau einer evangelischen Kirche sind von März 1907. Eingeweiht wurde sie fast 22 Jahre später, an Epiphanias (6. Januar) 1929. 2020 wurde sie u. a. von Architekt Achim Pollmann und Baukirchmeister Benjamin Schmidt saniert, gereinigt und erneuert.
Aktuell gibt es zwei Pfarrer in der Kirchengemeinde: Joachim Conrad und Pfarrerin Yvonne Ziaja.
Zu der Kirche gehört auch ein Friedhof, der etwa 200 m weiter östlich liegt.
Adresse: Herchenbacher Straße 37, 66292 Riegelsberg

#### Die evangelisch-lutherische Kirche
Erster Pastor der evangelisch-lutherischen Immanuel-Gemeinde war Pastor Johann Georg Wermelskirch. Die Kirche hat einen kleinen, angrenzenden Friedhof.
Pfarrvikar ist Andreas Berg.
Adresse: Kurzenbergstraße/ Ecke Rotenbergstraße, 66292 Riegelsberg

#### Die römisch-katholische Kirche
Die Peter und Paul-Kirche hat auch ihren eigenen Friedhof, der einfach nur auf der anderen Straßenseite liegt. Dechant und Pfarrer ist Franz-Josef Werle.
In unmittelbarer Nähe liegt das Neubaugebiet "Am Steinbach".
Adresse: Am Lohberg 10 66292 Riegelsberg

## Belege
1. ↑  Ortschronik Riegelsberg, Bd. 2, S. 157 ff.
2. ↑  Bericht der „Saarbrücker Zeitung“ (veröffentlicht am 5. März 2013)
3. ↑  Festbuch zur 700-Jahr-Feier, S. 13 ff.
4. ↑  Gerhild Krebs: Das Köllertal (1850–2000)
5. ↑  Dorfbuch, S. 13 und S. 52.
6. ↑  Dorfbuch, S. 53.
7. ↑  Ortschronik Riegelsberg, Bd. 2, S. 199.
8. ↑  Festbuch zur 700-Jahr-Feier, S. 23.
9. ↑  Dorfbuch, S. 54 f.
10. ↑  Dorfbuch, S. 162.
11. ↑  Dorfbuch, S. 59.
12. ↑  Ortschronik Riegelsberg, Bd. 2, S. 199.
13. ↑  Dorfbuch, S. 59 ff.
14. ↑  Ortschronik Riegelsberg, Bd. 2, S. 199.
15. ↑  Gerhild Krebs: Das Köllertal (1850–2000)
16. ↑  Dorfbuch, S. 13.
17. ↑  Ortschronik Riegelsberg, Bd. 2, S. 122.
18. ↑  die Daten zu den Jahreszahlen 1872 bis 1957 – wenn nicht anders vermerkt: Dorfbuch, S. 64–68.
19. ↑  Ortschronik Riegelsberg, Bd. 2, S. 199.
20. ↑  Ortschronik Riegelsberg, Bd. 2, S. 199.
21. ↑  Janson, Die Grubenbahn Etzenhofen – Walpershofen – Dilsburg. S. 83.
22. ↑  Ortschronik Riegelsberg, Bd. 2, S. 230.
23. ↑  TV Walpershofen – Website Vereinsgeschichte.
24. ↑  Janson, Die Grubenbahn Etzenhofen – Walpershofen – Dilsburg. S. 84.
25. ↑  Statistisches Bundesamt (Hrsg.): Historisches Gemeindeverzeichnis für die Bundesrepublik Deutschland. Namens-, Grenz- und Schlüsselnummernänderungen bei Gemeinden, Kreisen und Regierungsbezirken vom 27.5.1970 bis 31.12.1982. W. Kohlhammer, Stuttgart / Mainz 1983, ISBN 3-17-003263-1, S. 806 (Statistische Bibliothek des Bundes und der Länder [PDF; 41,1 MB]).
26. ↑  Ortschronik Riegelsberg, Bd. 2, S. 50 ff.
27. ↑  Ortschronik Riegelsberg, Bd. 2, S. 42 f.
28. ↑  Pascal Altmayer: Ein kurzer Rückblick auf die zur 700-Jahrfeier erschienene Chronik und das Walpershofer Dorfbuch von 1958. In: Jahrbuch Walpershofen e. v. (Hrsg.): Walpershofen Jahrbuch 2017. 14. Jahrgang -Jubiläumsausgabe 725 Jahre-. Riegelsberg 2018, S. 130.
29. ↑  Karl-Heinz Rau: Amtliche Angaben zur Wahl des Bürgermeisters in Riegelsberg. In: Jahrbuch Walpershofen e. v: (Hrsg.): Walpershofen Jahrbuch 2019. 16. Jahrgang. Riegelsberg 2020, S. 121.
30. ↑  Monika Jungfleisch: 29 Stimmen brachten den Sieg bei der Bürgermeisterwahl. In: Jahrbuch Walpershofen e. V. (Hrsg.): Walpershofen Jahrbuch 2019. 16. Jahrgang. Riegelsberg 2020, S. 122.
31. 1 2  Martina Weprajetzki: Gelungener Auftakt im "Generationentreff" Walpershofen. In: Jahrbuch Walpershofen e. V. (Hrsg.): Walpershofen Jahrbuch 2019. 16. Jahrgang. Riegelsberg 2020, S. 29.
32. ↑  Pascal Altmayer: CHRONOLOGIE Ereignisliste 2019. In: Jahrbuch Walpershofen e. V. (Hrsg.): Walpershofen Jahrbuch 2019. 16. Jahrgang. Riegelsberg 2020, S. 17.
33. ↑  Karl-Heinz Rau: Amtliche Angaben zu Bevölkerungsdaten in Walpershofen. In: Jahrbuch Walpershofen e. V. (Hrsg.): Walpershofen Jahrbuch 2019. 16. Jahrgang. Riegelsberg 2020, S. 116.
34. ↑  Joachim Conrad: 90 Jahre ev. Kirche in Walpershofen. In: Jahrbuch Walpershofen e. V. (Hrsg.): Walpershofen Jahrbuch 2019. 16. Jahrgang. Riegelsberg 2020, S. 104.
35. ↑  Joachim Conrad: 90 Jahre ev. Kirche in Walpershofen. In: Jahrbuch Walpershofen e. V. (Hrsg.): Walpershofen Jahrbuch 2019. 16. Jahrgang. Riegelsberg 2020, S. 106.
36. ↑  Joachim Conrad: Innensanierung der Kirche nähert sich dem Ziel. In: Evangelische Kirchengemeinden Güchenbach, Heusweiler, Kölln und Wahlschied-Holz (Hrsg.): Evangelisch im Köllertal Gemeindebrief der Kirchengemeinden Güchenbach, Heusweiler, Kölln, Wahlschied-Holz. Nr. 1/2021. Riegelsberg, Püttlingen und Heusweiler 2020, S. 22.
37. ↑  Pfarrerliste in chronologischer Reihenfolge. In: Evangelisch im Köllertal. Pfarrer Tobias Kaspari, Pfarrerin Kerstin Marx, Pfarrer Conrad, abgerufen am 4. Februar 2020.
38. ↑  Bing Karten "Evangelische Kirche Walpershofen". In: Bing. Abgerufen am 5. Februar 2021.
39. ↑  Werner Ludwig Klein: Die evangelisch-lutherischen Pfarrer in Walpershofen. In: Rudolf Budenz, Werner Ludwig Klein und Werner Habicht (Hrsg.): Karl Ludwig Rug: Köllertaler Familienbuch Band IV Familien der evangelischen Pfarrei Kölln und der evangelisch-lutherischen Pfarrei Walpershofen 1840 - 1910. 34. Sonderband. Selbstverlag der Arbeitsgemeinschaft, Saarbrücken 1994, S. 25.
40. ↑  Alina Herr: Impressum Evangelisch-Lutherische Immanuelgemeinde Walpershofen. In: Evangelisch-Lutherische Immanuelgemeinde Saarbrücken und Walpershofen. 3. April 2015, abgerufen am 5. Februar 2021.
41. ↑  Alina Herr: Evangelisch-Lutherische Immanuelgemeinde Walpershofen. In: Evangelisch-Lutherische Immanuelgemeinde Saarbrücken und Walpershofen. 13. Januar 2015, abgerufen am 5. Februar 2021.
42. 1 2  Karl-Heinz Orth: Peter und Paul, Walpershofen. PG Riegelsberg-Köllerbach, abgerufen am 5. Februar 2021.
43. ↑  Karl-Heinz Orth: PG Riegelsberg-Köllerbach Impressum. In: PG Riegelsberg-Köllerbach. Abgerufen am 5. Februar 2021.